# Era el Cielo
Era el Cielo es una película argentino brasileña de drama y  suspense psicológico, filmada en Uruguay y estrenada en 2016. Dirigida por el brasileño Marco Dutra, el guion es una adaptación de la novela Era el Cielo, de Sergio Bizzio.

## Argumento
Diana (Carolina Dieckmann), asaltada y amenazada con un puñal en el cuello, fue víctima de una violación dentro de su propia casa. Su marido, Mario (Leonardo Sbaraglia) iba a entrar en el cuarto, cuando vio a su esposa siendo violada por dos hombres armados de cuchillos y se escondió sin hacer nada. Ella no le contó a Mario lo que pasó, ni él le habló nada de lo que vio. La incomunicación evidenciaba conflictos más antiguos de la pareja. Mario intentaba enterrar los hechos y salvar así la relación, que ya estaba en crisis, mientras planeaba una venganza.

## Reparto
- Leonardo Sbaraglia, como Mario.
- Carolina Dieckmann, como Diana.
- Chino Darín, como Néstor (el rapado).
- Álvaro Armand Ugón, como Andrés (el rubio).
- Mirella Pascual, com Malena Gorostiaga.
- María Mendive, como Nadia.
- Roberto Suárez, como Trini.
- Paula Cohen, como Elisa.
- Gabriela Freire, como Vera.
- Dylan Cortes, como Julián.
- Priscila Bellora, como Nina.
- Susana Groisman, como Madre de Mario.
- Walter Rey, como Padre de Mario.
- Hugo Piccinini, como Fernando.
- Ariel Caldarelli, como Dr. Risso
- Gustavo Saffores, como Pablo.